# Paul Lange (canoë-kayak)
Pour les articles homonymes, voir Paul Lange et Lange.
Paul Lange, né le 6 février 1931 à Oberhausen et mort le 15 mars 2016, est un kayakiste allemand.
Il est sacré champion du monde de course en ligne en relais K-1 4x500 mètres et médaillé de bronze en K-2 en 1958 et champion olympique  en relais K-1 4x500 mètres en 1960.